# (2018) Schuster
(2018) Schuster és un asteroide que pertany al cinturó d'asteroides descobert per Karl Wilhelm Reinmuth des de l'Observatori de Heidelberg-Königstuhl, Alemanya, el 17 d'octubre de 1931.

## Designació i nom
Va ser designat inicialment com 1931 UC.
Més tard va rebre el nom (2018) Schuster en honor de l'astrònom alemany Hans-Emil Schuster.

## Característiques orbitals
Schuster orbita a una distància mitjana de 2,183 ua del Sol, podent allunyar-se'n fins a 2,604 ua i acostar-s'hi fins a 1,762 ua. La seva inclinació orbital és 2,558 graus i l'excentricitat 0,1928. Emplea 1178 dies a completar una òrbita al voltant del Sol.

## Característiques físiques
La magnitud absoluta de Schuster és 14,2.